# Kościół św. Jana Chrzciciela w Malborku
Kościół świętego Jana Chrzciciela w Malborku (niem. Pfarrkirche St. Johannes) – rzymskokatolicki kościół parafialny znajdujący się w Malborku, w województwie pomorskim. Należy do dekanatu Malbork I diecezji elbląskiej. Na przełomie XIX i XX wieku jedyny kościół katolicki w mieście.

## Historia
Pierwszy kościół w tym miejscu powstał w końcu XIII wieku, ale w latach 1457-1460 uległ zniszczeniu. Prace budowlane nad obecną świątynią rozpoczęły się w 1467 roku i trwały do 1523 roku. Kościół został wzniesiony z cegły na starych fundamentach jako budowla halowa o trzech nawach i sześciu przęsłach, bez wydzielonego prezbiterium. Wnętrze świątyni zostało nakryte sklepieniem kryształowym, zastąpionym w 1534 roku sieciowym. Budowę wieży zakończono w 1623; jej zwieńczenie w kształcie kuli, istniejące do 1945, w 1923 pozłocono. Po pożarze w 1668 roku świątynia została skrócona o jedno przęsło. Podczas II wojny światowej budowla została zniszczona. Zwalona została wieża, jedyny dzwon (z 1502) był w połowie stopiony. Świątynia została pozbawiona dachów i okien, natomiast sklepienie zostało podziurawione i straciło swój wygląd (obecnie w nawie głównej znajduje się sklepienie kryształowe, w bocznych żebrowe). Neogotyckie ołtarze uniknęły zniszczeń. W 1945 roku rozpoczęto usuwanie gruzów, wprawianie szyb w oknach i zabezpieczanie przed opadami atmosferycznymi. W dniu 2 maja 1945 roku świątynia została poświęcona przez księdza Konrada Willa, natomiast w dniu 3 maja tegoż roku ksiądz Klemens Majewski odprawił w niej pierwsze nabożeństwo. W 1957 roku ksiądz biskup Tomasz Wilczyński przekazał świątynię Orionistom.

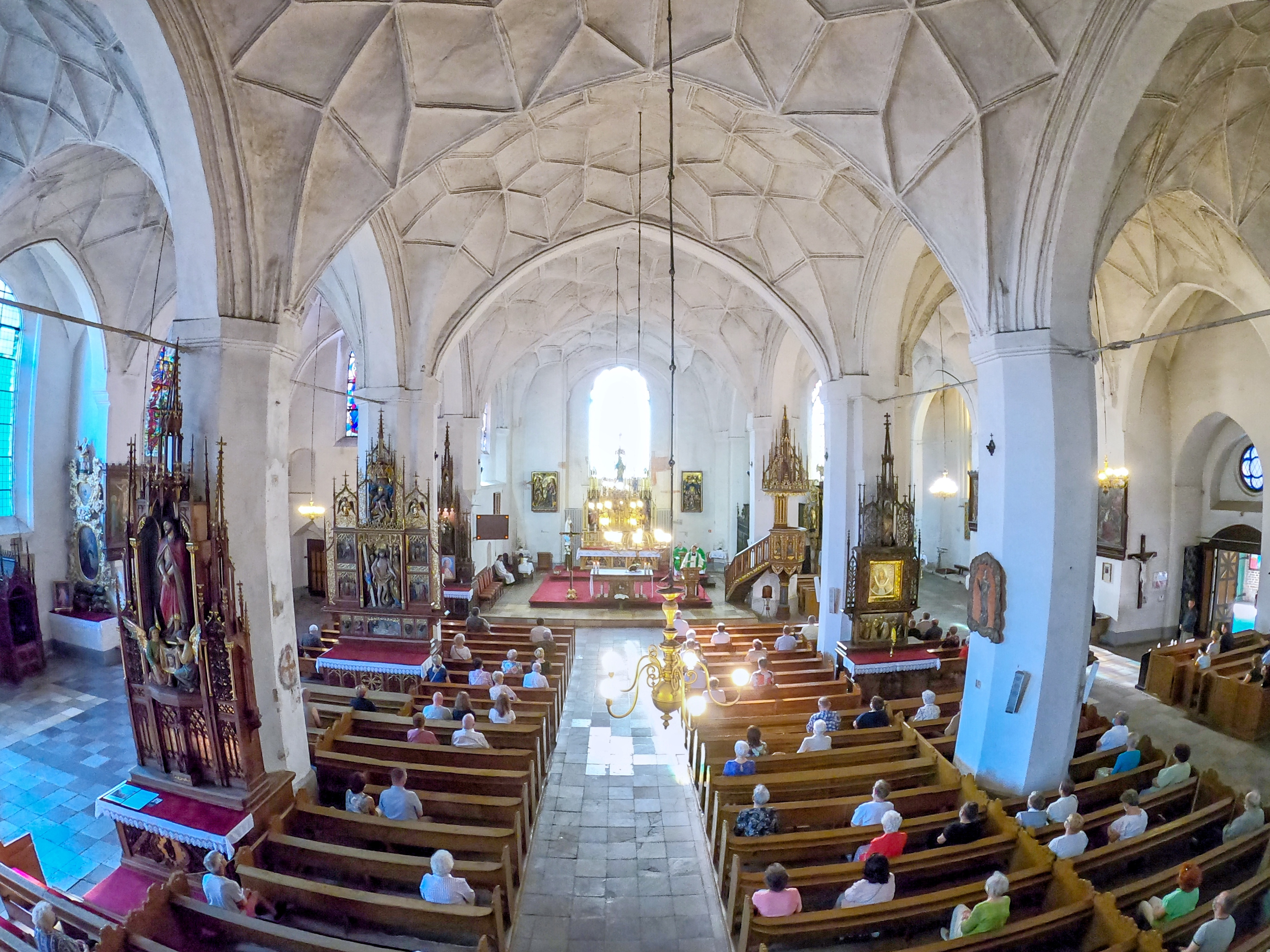
Wnętrze kościoła

6 czerwca 1922 przed kościołem odsłonięto pomnik plebiscytu 1920r., autorstwa Victora Heinricha Seiferta, przedstawiający stojącego Krzyżaka z mieczem oraz napisem Dies Land bleibt deutsch 11 Juli 1920.

## Wyposażenie
W świątyni znajduje się gotycka chrzcielnica z XIV stulecia, a także kilka rzeźb: kamienna gotycka figura świętej Elżbiety Turyńskiej z około 1410 roku umieszczona w południowej nawie, gotycki krucyfiks z XV stulecia, umieszczony w kruchcie oraz gotycka figura świętego Jana Ewangelisty, umieszczona w zwieńczeniu prospektu organowego z około 1800 roku. Barokowy świecznik z rzeźbą Matki Bożej z Dzieciątkiem, umieszczoną na porożu jelenia pochodzi z XVII stulecia. Z dzieł malarstwa zachowały się: malowany na desce obraz Sądu Salomona z około 1600 roku a także znajdujący się w barokowym ołtarzu, obraz Matki Bożej z Dzieciątkiem z 1629 roku.

## Badania archeologiczne
Podczas prac konserwatorskich prowadzonych w roku 2007 w kościele parafialnym św. Jana Chrzciciela w Malborku  odkryto nieznane dotąd relikty średniowiecznej zabudowy tego miejsca, starszych od obecnej fary.
W trakcie prac ziemnych, po wschodniej stronie kościoła parafialnego, odkryto kamienny fundament tkwiący w ceglanej podstawie istniejącej budowli. Ma on długość ok. 6 metrów - a na jego końcach znajdują się ukośne odcinki muru fundamentowego – zapewne przekątniowe przypory świadczące o przesklepieniu obiektu – twierdzi Bernard Jesionowski z Muzeum Zamkowego, który sprawował nadzór konserwatorski nad pracami - Pozostałości tej budowli znajdują się dzisiaj pod północną częścią prezbiterium, jak daleko sięgała ona w kierunku zachodnim, nie wiemy - mówi - Nie jest wykluczone, że fragment północnej ściany istniejącego dzisiaj kościoła, to także relikt tamtej świątyni.
W podstawie ceglanego muru zbudowanego w wątku wendyjskim (a więc pochodzącym sprzed XV stulecia) natrafiono na kamienny próg, o powierzchni mocno startej przez przechodzących niegdyś ludzi - a więc świadczący o wiekowej metryce tej budowli. 
```

```